# Pristocerinae
Sous-famille
Les Pristocerinae sont une sous-famille d'insectes hyménoptères de la famille des Bethylidae.

## Liste des genres
- Acrepyris Kieffer, 1905
- Afgoiogfa Argaman, 1988
- Afrocera Benoit, 1983
- Anisobrachium Kieffer, 1905
- Apenesia Westwood, 1874
- Apristocera Kieffer, 1914
- Caloapenesia Terayama, 1995
- Dicrogenium Stadelmann, 1894
- Diepyris Benoit, 1957
- Dissomphalus Ashmead, 1893
- Kathepyris Kieffer, 1907
- Neoapenesia Terayama, 1995
- Neodicrogenium Benoit, 1957
- Parascleroderma Kieffer, 1904
- Pristocera Klug, 1808
- Prosapenesia Kieffer, 1910
- Protisobrachium Benoit, 1957
- Pseudisobrachium Kieffer, 1904
- Trichiscus Benoit, 1956
- Usakosia Kieffer, 1914